# الإمبراطور ناكاميكادو
الإمبراطور ناكاميكادو (باليابانية: 中御門天皇 ناكاميكادو تينو) (14 يناير 1702 - 10 مايو 1737) كان الإمبراطور الرابع عشر بعد المائة في اليابان وفقا للترتيب الأباطرة. امتدت فترة حكم الإمبراطور ناكاميكادو في الفترة بين عامي 1709 و 1735.